# Moțăței (gmina)
Moțăței – gmina w Rumunii, w okręgu Dolj. Obejmuje miejscowości Dobridor, Moțăței i Moțăței-Gară. W 2011 roku liczyła 6935 mieszkańców.